# مگینا توا
مگِـینا تُوا بگتروپ (انگلیسی: Mageina Tovah Begtrup؛ زادهٔ ۲۶ ژوئیهٔ ۱۹۷۹) یک هنرپیشه اهل ایالات متحده آمریکا است. وی از سال ۲۰۰۱ میلادی تاکنون مشغول فعالیت بوده‌است.

## گزیدهٔ آثار

### سینما
- کارخانه (۲۰۱۱)
- مرد عنکبوتی ۳ (۲۰۰۷)
- مرد عنکبوتی ۲ (۲۰۰۴)
- رمزگشایی آنی پارکر (۲۰۱۳)
- The SpongeBob SquarePants Movie (۲۰۰۴)

### تلویزیون
- چگونه از مجازات قتل فرار کرد (۲۰۱۵)
- بی‌شرم (۲۰۱۲)
- منتالیست (۲۰۱۱)
- پادشاهان فرار (۲۰۱۱)
- به من دروغ بگو (۲۰۰۹)
- استخوان‌ها (۲۰۰۹)
- درمانگاه خصوصی (۲۰۰۷)
- شش فوت زیر زمین (۲۰۰۳)
- بافی قاتل خون‌آشام‌ها (۲۰۰۱)